# Franz Jägerstätter
Franz Jägerstätter (parfois orthographié Jaegerstaetter), né le 20 mai 1907 à St. Radegund, près de Salzbourg, et exécuté le 9 août 1943 à Berlin, est un objecteur de conscience autrichien. Victime du régime nazi, il est vénéré comme bienheureux et martyr par l'Église catholique.

## Biographie
Franz Jägerstätter naît à Sankt Radegund, dans le Land de Haute-Autriche, un petit village entre Salzbourg et Braunau am Inn. Il est l'enfant illégitime de Rosalia Huber, femme de chambre, et de Franz Bachmeier, fermier. Comme ses parents n'ont pas les moyens de se marier, Franz est tout d'abord confié à sa grand-mère, Elisabeth Huber. Son père biologique est tué pendant la Première Guerre mondiale, alors que Franz est encore tout jeune. En 1917, sa mère épouse Heinrich Jägerstätter, qui adopte l'enfant.
Issu d'une famille pauvre de paysans, ayant suivi l'école élémentaire en classe unique, il développe toutefois un goût prononcé pour la lecture. Après une courte expérience de trois ans comme mineur dans les mines de fer à Eisenerz, il en reviendra au bout de ses années au guidon de sa propre moto - une première dans le village - et retourne à Sankt Radegund en 1933 lorsqu'il hérite de la ferme de son père adoptif. La même année, il a une fille hors-mariage, Hildegard Auer. Le Jeudi saint de l'année 1936, il épouse Franziska Schwaninger (4 mars 1913–16 mars 2013), une femme très profondément religieuse. Le couple se rend en pèlerinage à Rome pour son voyage de noces. Sous l'influence de sa femme, Jägerstätter se met à lire la Bible et les vies de saints. Leur couple donne naissance à trois filles.

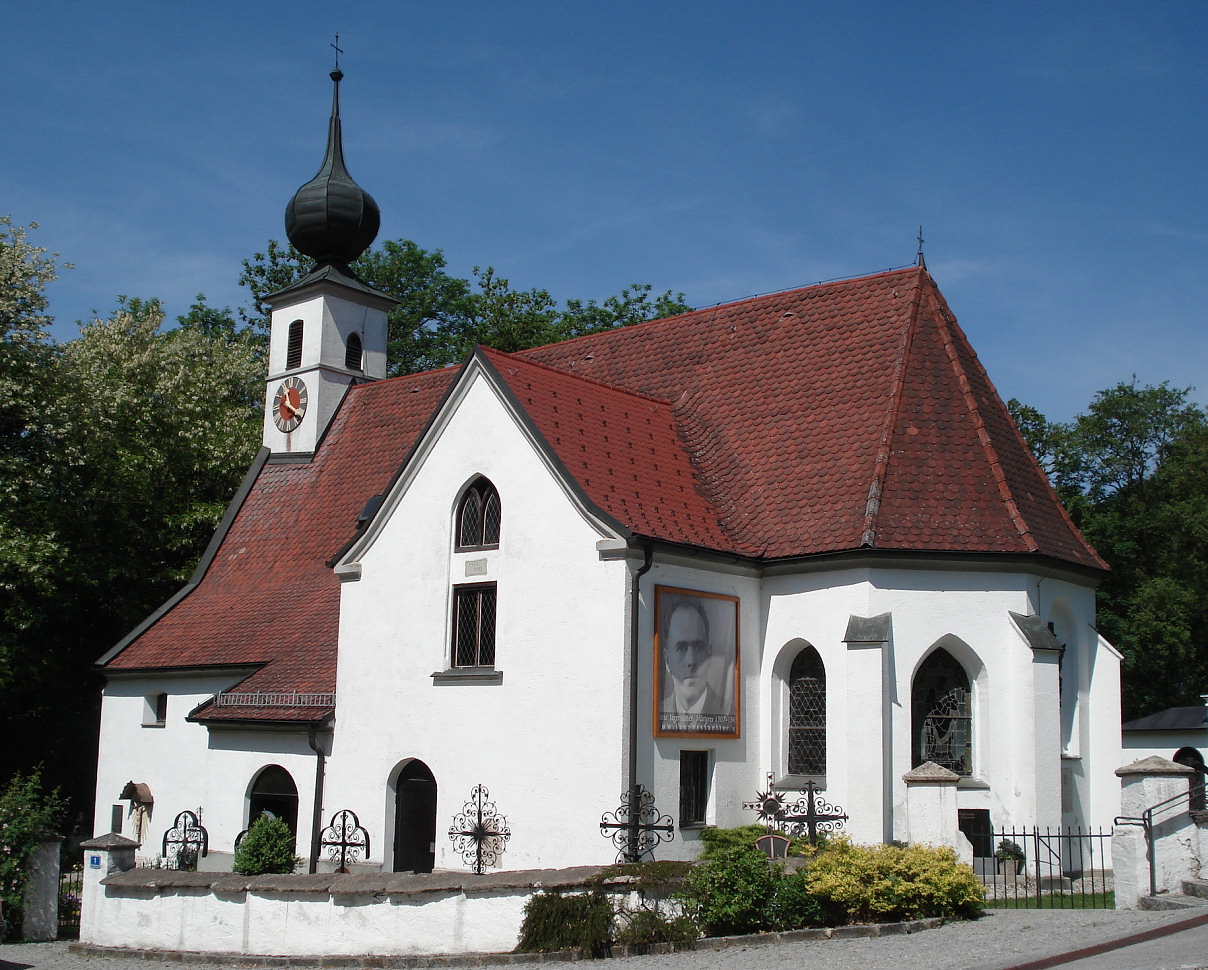
Sankt Radegund (Autriche), église paroissiale - aperçu de l'image de Franz Jägerstätter.

Ce village traditionnel et catholique est d'abord hostile à la montée du national-socialisme et son prêtre, le père Joseph Karobath, est arrêté par la Gestapo pendant l'été 1940. En 1938, après que les troupes d'Hitler ont pénétré en Autriche, il est le seul de son village à voter contre l'Anschluss. Il se rend à une brève période de formation militaire d'octobre 1940 à avril 1941, mais n'adhère à aucune organisation politique et manifeste ouvertement son opposition au nazisme. Il parvient à être exempté du service militaire en 1941 et choisit de devenir bedeau, apprenant très vite les répons en latin.
Jägerstätter, marié à Franziska Schwaninger, et alors père de trois filles, dont la plus âgée a six ans, est appelé au service actif en février 1943. Il refuse de combattre pour le Troisième Reich et, en conséquence, est emprisonné à Linz, puis à Berlin. 
Jägerstätter a discerné dans le régime nazi une idéologie profondément immorale (voir les Citations). Son refus de servir ne découlait pas d’une opposition absolue à l’usage de la force ou à la guerre, comme les objecteurs de conscience stricto sensu qui refusent de servir la guerre au sens général, mais d’un jugement éclairé et moral contre un régime particulier. Ce rejet radical du nazisme était enraciné dans sa foi et sa fidélité aux enseignements de l’Église, en particulier l’appel à ne pas coopérer avec le mal.
Condamné à mort par un tribunal militaire, il est guillotiné le 9 août 1943 à la prison de Brandebourg.
Sa sépulture se trouve à St. Radegund depuis le 9 août 1946 et ses cendres sont, au moins en partie, conservées, intégrées dans l'autel de l'église Sainte-Radegonde de son village natal.

## Citations

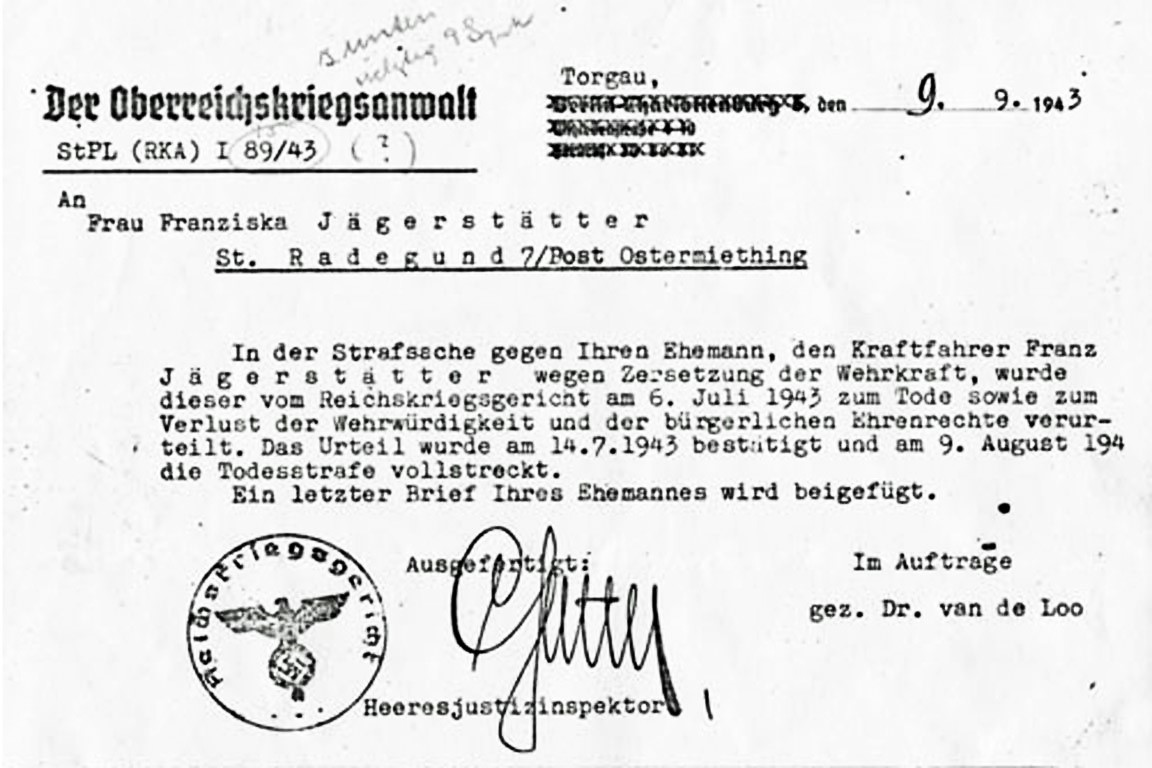
Lettre de la Cour martiale du Troisième Reich (Reichskriegsgericht) à Franziska Jägerstätter (9.09.1943).

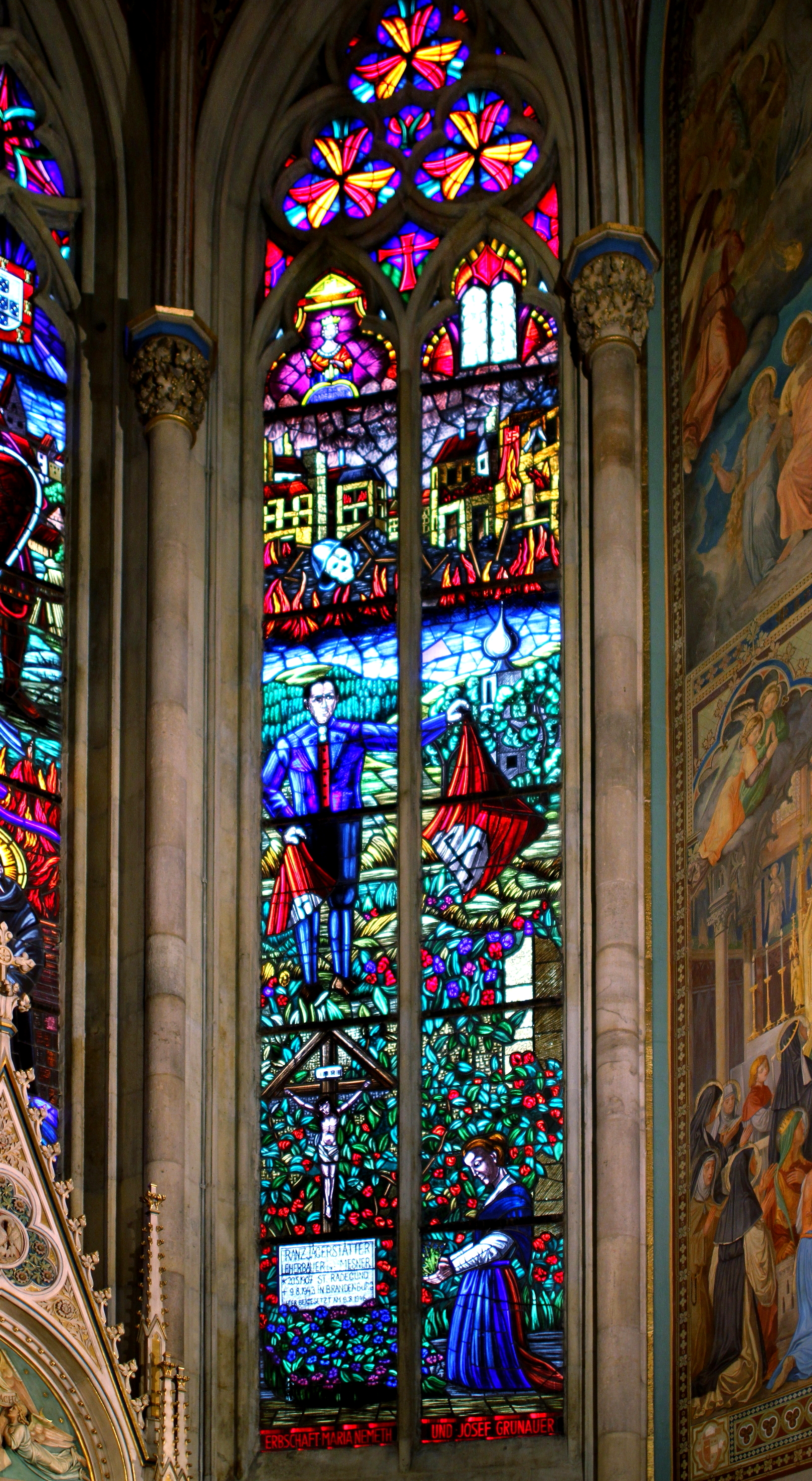
Une fenêtre dédiée à Franz Jägerstätter dans la chapelle de la Croix de l'église votive. Il s’agit de la première œuvre d’art sacrée abordant le martyre de l’objecteur de conscience de Haute-Autriche.

- « Qui est responsable de mes actes de soldat ? »[1].
- « Le Christ n'est pas seulement le serviteur souffrant du Vendredi saint, il est aussi celui qui, le matin de Pâques, a triomphé de la mort »[1].
- « C'est ce funeste 10 avril 1938 qui a été notre Jeudi saint à nous, les Autrichiens, lorsqu'on a fait prisonnière l'Église d'Autriche qui, depuis lors, est dans les fers ; tant que nous n'aurons pas répondu par un "non" vigoureux à ce "oui" prononcé par bien des catholiques avec une timidité si craintive, il n'y aura pas de Vendredi saint pour nous »[1].

## Une vie transformée
Il est fidèle aux messes en semaine et communie fréquemment avec sa femme. Son étude de la Bible renforce ses convictions hostiles à l'Anschluss. Cette conversion correspond au début de son refus de se soumettre à Hitler et à participer au programme social du régime nazi, et son témoignage de foi va finalement le séparer de sa femme et de ses filles, de son village et de sa propre vie.

## Béatification
Après la Seconde Guerre mondiale, Franz Jägerstätter est largement oublié. Ce n'est qu'en 1964 que le sociologue américain Gordon Zahn (en) publie une biographie qui le fait connaître.
En juin 2007, le pape Benoît XVI a autorisé la Congrégation pour la cause des saints à publier un décret reconnaissant Jägerstätter comme martyr. Celui-ci a été béatifié à la cathédrale de Linz le 26 octobre 2007, jour de la fête nationale autrichienne.
« Au fond, tous les chrétiens auraient dû refuser de servir. Ainsi, le régime serait devenu impuissant », affirme Mgr Walter Mixa, évêque allemand aux armées.

### Filmographie
- 1971 : Der Fall Jägerstätter d'Axel Corti
- 2009 : Franz Jaegerstaetter: A Man of Conscience de Jason A. Schmidt et Ron Schmidt (court métrage)
- 2019 : Une vie cachée de Terrence Malick